# Прибыльский, Андрей Гарикович
Андрей Гарикович Прибыльский (род. 23 декабря 2000, Москва) — российский хоккеист, защитник.

## Биография
На коньки встал в четыре года. Воспитанник московского «Динамо», первый тренер Виктор Шкурдюк. С сезона 2017/18 — в молодёжной команде «Динамо» в МХЛ. 2 сентября 2018 года в домашнем матче против «Салавата Юлаева» (2:3 ОТ) дебютировал в КХЛ. Выступал в ВХЛ за фарм-клубы «Буран» Воронеж (2018/19), «Динамо» Тверь — Красногорск (2019/20 — 2020/21), «Динамо» СПб (2021/22 — 2022/23).
Бронзовый призёр чемпионата России (2020). Чемпион МХЛ и обладатель Кубка Харламова (2021).